# Лоскутов, Аркадий Николаевич
Арка́дий Никола́евич Ло́скутов (23 февраля [8 марта] 1906, Уржумский уезд, Вятская губерния — 24 декабря 1981, Ханты-Мансийск, Тюменская область) — советский педагог, партийный и государственный деятель; председатель Ханты-Мансийского окружного исполкома (1948—1951, 1954—1961).

## Биография
Родился в 1906 году в селе Никольск Уржумского уезда в семье крестьянина-бедняка. Отец умер в год рождения сына; мать работала уборщицей в школе.
В 1914—1918 годы учился в начальной школе, с 1919—1921 — в Куженерской школе II ступени. В 1920 году вступил в комсомол, участвовал в ликвидации неграмотности среди взрослых.
В 1922—1927 годы учился в «школе-десятилетке Куженерского опытно-показательного школьного городка имени III Интернационала с педагогическим уклоном», получил специальность «школьного работника». В 1927—1928 годы заведовал «опорной» школой в Усть-Ишиме.
С 1928 года работал учителем в Остяко-Вогульском национальном округе: организовал работу мансийской школы-интерната в посёлке Сартынья (Берёзовский район), с 1931 года — работу хантыйской школы-интерната в Казыме. В течение 3 лет заведовал этой школой. Обучая детей, сам изучал обычаи и язык ханты и манси. В 1930 году прошёл переподготовку на Центральных курсах школ Севера при ВЦИК в Москве. О постановке учебной и воспитательной работы в Казымской школе-интернате сделал доклад в Наркомате просвещения РСФСР (Москва, июль 1935) в присутствии заместителя Наркома просвещения РСФСР Н. К. Крупской. В 1936 году вернулся на работу в Сартыньинскую школу. 3 августа 1938 года в Москве получил звание «учителя начальной школы».
С 1940 года — на административной работе в Ханты-Мансийском национальном округе:
- заведовал отделом народного образования (Берёзовский район, 1940—1942);
- начальник культбазы (Казым, 1942—1943);
- председатель Кондинского райисполкома (апрель 1943 — февраль 1944).

В 1944 году принят в ВКП(б), занимал партийные посты:
- первый секретарь Сургутского райкома ВКП(б) (февраль 1944 — март 1947);
- секретарь по кадрам (март 1947 — январь 1948), второй секретарь (13 января — август 1948) Ханты-Мансийского окружного комитета ВКП(б).

В 1948—1961 годы — председатель Ханты-Мансийского окружного исполнительного комитета (с перерывом в 1951—1954 годы, когда учился в Высшей партийной школе при ЦК КПСС).
В 1961—1964 годы работал директором школы № 1 в Ханты-Мансийске.
Выйдя на пенсию в июне 1964 года (персональный пенсионер республиканского значения), до конца жизни продолжал работать директором Ханты-Мансийского окружного краеведческого музея. В этот период музей стал регулярно принимать туристов, проезжающих через Ханты-Мансийск на экскурсионных теплоходах, а также экскурсии рабочих бригад, вахт и смен из Нижневартовска, Мегиона, Сургута, Нефтеюганска; был организован передвижной музей на теплоходе «Аркадий Гайдар», совершавшем рейсы по всему округу.
Инициировал строительство нового здания окружного краеведческого музея, которое было начато в 1981 году.
Избирался депутатом окружного (1939—1963) и областного (1948—1963) Советов. Был членом окружного и областного комитетов ВКП(б) / КПСС.
Умер в 1981 году в Ханты-Мансийске.

### Семья
Жена — Александра Кирилловна; работала воспитателем в Казымской школе.

## Награды
- орден Ленина (1950)[4],
- пять медалей,
- Почётная грамота Президиума Верховного Совета РСФСР,
- звание Отличника культуры СССР (1970),
- почётный гражданин посёлка Березово[2].

## Память
Документы А. Н. Лоскутова хранятся в Государственном архиве Югры.

## Комментарии
1. ↑  Село Никольск (Никольское) являлось выселком деревни Куженер, относилось к Уржумскому уезду, с 1924 года — к Куженерскому сельсовету; с 1958 года — это улица Октябрьская села Куженер, районного центра в Республике Марий Эл[1][2][3].
2. ↑  По другим данным — в школе второй ступени с педагогическим уклоном[1]; в Куженерской районной школе советского и партийного строительства[4].
3. ↑  Ныне — в Омской области.
4. ↑  По другим данным — принят в ВКП(б) 10 марта 1940 года[2].